# Brynden Manbeck
Brynden Patzoldt-Manbeck (* 7. Januar 1987) ist eine US-amerikanische Biathletin.
Brynden Manbeck nahm zwischen 2003 und 2008 sechs Mal in Folge an Junioren-Weltmeisterschaften im Biathlon teil. 2003 in Kościelisko war ein 31. Platz im Einzel bestes Resultat, 2004 in der Haute-Maurienne Platz 30 im Sprint, diese Platzierung erreichte sie auch im Folgejahr in Kontiolahti und wurde zudem 23. im Verfolgungsrennen. Am erfolgreichsten war die junge US-Amerikanerin bei der Heim-Weltmeisterschaft 2006 in Presque Isle. Im Einzel wurde sie 24., Sechste im Sprint und im Verfolgungsrennen sowie wie schon 2003 und 2004 Siebte mit der US-Staffel. Auch 2007 konnte Manbeck in Martell gute Resultate erreichen, im Sprint lief sie auf den 21. Platz und wurde 22. im Verfolgungsrennen. Zuletzt nahm sie 2008 in Ruhpolding an einer Junioren-Weltmeisterschaft teil und erreichte als bestes Ergebnis Platz 27.
Seit 2008 nimmt Manbeck auch an Rennen bei den Frauen teil. Im IBU-Cup trat sie bislang einzig 2008 in Langdorf an und erreichte dort die Ränge 40 im Einzel und 14 im Sprint. Im Sommer des Jahres startete sie in Canmore als einzige US-Starterin bei den Nordamerikanischen Meisterschaften im Skiroller-Biathlon 2008. Ihr bestes Ergebnis erreichte sie mit Platz acht im Einzel, im Sprint wurde Manbeck Elfte.
Brynden Manbeck ist die Schwester des Biathleten Kevin Patzoldt.